# The Best Of Absolute Music 7-8-9
The Best Of Absolute Music 7-8-9 er en kompilation i serien Absolute Music udgivet i 1997. Albummet består af 32 sange fra Absolute Music 7, Absolute Music 8 og Absolute Music 9.

## Spor

### Cd 1
1. Thomas Helmig – "Stupid Man"
2. Take That – "Back For Good"
3. Robert Palmer – "Know By Now"
4. Shampoo – "Trouble"
5. Michael Learns To Rock – "Someday"
6. David A. Stewart – "Heart Of Stone"
7. Scarlet – "Independent Love Song"
8. Olivia Newton-John – "No Matter What You Do"
9. Big Mountain – "Baby, I Love Your Way"
10. Duran Duran – "Perfect Day"
11. Simple Minds – "She's A River"
12. Gary Moore – "Need Your Love So Bad"
13. Michelle Gayle – "Sweetness"
14. Nightcrawlers – "Surrender Your Love"
15. Rednex – "Cotton Eye Joe"
16. Smokie – "Who The F..k Is Alice?"

### Cd 2
1. Seal – "Kiss From A Rose"
2. Pato Banton – "Baby Come Back"
3. Hanne Boel – "All It Takes"
4. Thomas Helmig – "Gotta Get Away From You (Keep On Walking)"
5. Jamie Walters – "Hold On"
6. Rednex – "Wish You Were Here"
7. Shaggy – "In The Summertime"
8. Mike & the Mechanics – "Over My Shoulder"
9. The Connells – "'74-'75"
10. Lisa Nilsson – "Den Här Gången"
11. Londonbeat – "Come Back"
12. M People – "Search For The Hero"
13. R.E.M. – "What's The Frequency, Kenneth?"
14. Kylie Minogue – "Confide In Me"
15. Me & My – "Dub-I-Dub"
16. Scatman John – "Scatman (Ski-Ba-Bop-Ba-Dop-Bob)"